# Список університетів Швеції
Список університетів Швеції — перелік вишів заснованих Законом Швеції про освіту 1993 року. Зміни в закон про вищу освіту Швеції були внесені у 2006 році. За деяким винятком, освіта у Швеції фінансується за рахунок державного бюджету. До списку внесені університети (швед. universitet) і інститути (швед. högskolor), вищі навчальні заклади, що формально називаються університетами, але значно поступаються у розмірах.

## Перелік державних університетів
| Назва університету                          | Шведська назва університету   | Дата засновання (як університету) | Дата заснування | Кількість студентів (2009) | Фотографія |
| ------------------------------------------- | ----------------------------- | --------------------------------- | --------------- | -------------------------- | ---------- |
| Уппсальський університет                    | Uppsala universitet           | 1477                              | 1477            | 20,450                     |            |
| Лундський університет                       | Lunds universitet             | 1666                              | 1425            | 28,554                     |            |
| Гетеборзький університет                    | Göteborgs universitet         | 1954                              | 1891            | 24,900                     |            |
| Стокгольмський університет                  | Stockholms universitet        | 1960                              | 1878            | 28,200                     |            |
| Каролінський Інститут                       | Karolinska institutet         | 1965                              | 1810            | 5,500                      |            |
| Умеоський університет                       | Umeå University               | 1965                              | 1965            | 15,850                     |            |
| Королівський технологічний інститут         | Kungliga Tekniska högskolan   | 1970                              | 1827            | 11,950                     |            |
| Лінчепінзький університет                   | Linköpings universitet        | 1975                              | 1969            | 17,200                     |            |
| Шведський сільськогосподарський університет | Sveriges lantbruksuniversitet | 1977                              | 1775            | 3,600                      |            |
| Лулеоський технічний університет            | Luleå tekniska universitet    | 1997                              | 1971            | 6,350                      |            |
| Карлстадський університет                   | Karlstads universitet         | 1999                              | 1977            | 7,750                      |            |
| Еребруський університет                     | Örebro universitet            | 1999                              | 1977            | 8,600                      |            |
| Середньо-Шведський університет              | Mittuniversitetet             | 2005                              | 1993            | 7,600                      |            |
| Університет Ліннея                          | Linnéuniversitetet            | 2010                              | 1977            | 15,000                     |            |

## Перелік державних інститутів
| Назва інституту                  | Шведська назва інституту   | Дата заснування | Фотографія |
| -------------------------------- | -------------------------- | --------------- | ---------- |
| Буроський інститут               | Högskolan i Borås          | 1977            |            |
| Мальмеський інститут             | Malmö högskola             | 1998            |            |
| Даларнський інститут             | Högskolan Dalarna          | 1977            |            |
| Західний інститут                | Högskolan Väst             | 1990            |            |
| Гальмстадський інститут          | Högskolan i Halmstad       | 1983            |            |
| Мелардаленський університет      | Mälardalens högskola       | 1977            |            |
| Блекінгеський технічний інститут | Blekinge tekniska högskola | 1989            |            |
| Крістіанстадський університет    | Högskolan Kristianstad     | 1977            |            |
| Шевдеський інститут              | Högskolan i Skövde         | 1977            |            |
| Євлеський інститут               | Högskolan i Gävle          | 1977            |            |
| Готландський інститут            | Högskolan på Gotland       | 1998            |            |

## Перелік приватних університетів
| Назва інституту                | Шведська назва інституту     | Дата заснування | Фотографія |
| ------------------------------ | ---------------------------- | --------------- | ---------- |
| Технічний університет Чалмерса | Chalmers tekniska högskola   | 1829            |            |
| Стокгольмська школа економіки  | Handelshögskolan i Stockholm | 1909            |            |
| Єнчопінгський університет      | Högskolan i Jönköping        | 1977            |            |

## Інші заклади освіти
- Університет Центральної Швеції
- Вища ветеринарна школа (Уппсала)
- Інститут драматургії
- Блекінгська вища технічна школа (Блекінге)
- Буроський коледж (Бурос)
- Коледж Західної Швеції
- Королівський коледж мистецтв
- Королівський коледже музики (Стокгольм)
- Коледж опери (Стокгольм)
- Мелардаленський коледж (швед. Mälardalen)
- Седертернський коледж (швед. Södertörns högskola)
- Школа танцю та цирку
- Школа національної оборони (швед. Östermalm)
- Школа гімнастики та спорту
- Даларнська школа (швед. Dalecarlia, Даларна)
- Готландська школа (Готланд)
- Євлеська школа (Євле)
- Гальмстадська школа (Гальмстад)
- Крістіанстадська школа (Крістіанстад)
- Шевдеська школа (швед. Skövde, Sköfde)
- Школа мистецтв
- Мальмеська школа (Мальме)
- Школа драматичного мистецтва (Стокгольм)
- Школа комерції (Стокгольм)
- Єнчопінгська школа (Єнчопінг)

| Прапор Швеції | Це незавершена стаття про Швецію. Ви можете допомогти проєкту, виправивши або дописавши її. |